# Heinrich Wilhelm Ferdinand Halfeld

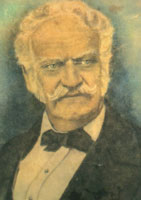
Gemälde von Halfeld

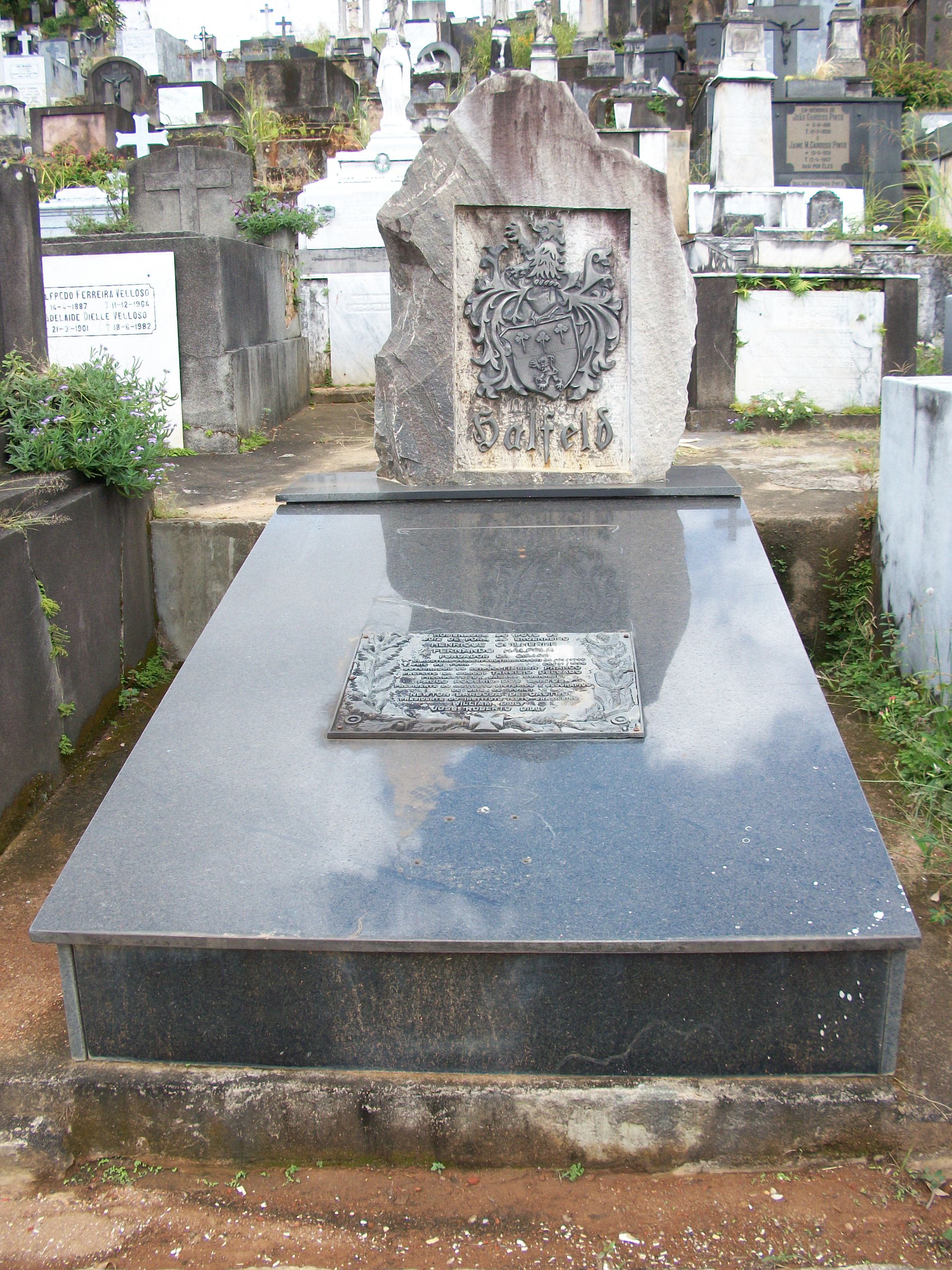
Grab auf dem Städtischen Friedhof von Juiz de Fora

Heinrich Wilhelm Ferdinand Halfeld, portugiesisch Henrique Guilherme Fernando Halfeld, (* 23. Februar 1797 in Clausthal, Königreich Hannover; † 22. November 1873 in Juiz de Fora, Brasilien) war ein deutscher Ingenieur. Er war maßgeblich an der Entwicklung des Hinterlandes der Provinz Minas Gerais beteiligt, vor allem der Stadt Juiz de Fora.

## Leben
Als Sohn von Carl August Gottlieb Halfeld und Dorothea Antonietta Elster trat Heinrich Halfeld mit achtzehn Jahren der Preußischen Armee bei und kämpfte für den Abzug der französischen Truppen aus Deutschland, später in der Schlacht bei Waterloo. Anschließend studierte er an der Bergakademie Clausthal und arbeitete im Oberharzer Bergbau. Am 10. April 1824 heiratete er Dorothea Augusta Filipina.
1825 wanderte er nach Brasilien aus. Er kam mit dem Schiff „Doris“, um dem Kaiserlichen Korps der Ausländer (Corpo de Estrangeiros) beizutreten. Sein erstes Kind, Pedro Maria, wurde kurz nach der Ankunft des Schiffes geboren. Nachdem sein Vertrag als Söldner ausgelaufen war, arbeitete er bei der britischen Goldminengesellschaft Saint John d’El Rey Mining Company und danach in den Bergwerken der Minenstadt Barão de Cocais.
1834 kaufte er eine Sesmaria am Ufer des Rio Piracicaba, und 1836 wurde er zum „Ingenieur der Provinz Minas Gerais“ ernannt. Zu dieser Zeit zog er nach Vila Rica (heutiges Ouro Preto) um. Er wurde damit beauftragt, eine Landstraße zwischen Vila Rica, damals die Hauptstadt von Minas Gerais, und der Provinz Rio de Janeiro, zu bauen. Die neue Landstraße hatte, da sie zu der Zeit die einzige ganzjährig mit Wagen befahrbare Straße war, eine hohe Bedeutung für die Infrastruktur zwischen Minas Gerais und Rio de Janeiro sowie für die Entstehung der Stadt Juiz de Fora. Die ersten Grundlagen dieser Stadt wurden von Halfeld geplant.
Seine erste Frau starb am 13. Mai 1839 in Ouro Preto. Er heiratete ein zweites Mal am 8. Januar 1840: Cândida Maria Carlota, die Tochter seines Gastgebers Leutnant Antônio Dias Tostes. 1842 nahm er als Ingenieur-Hauptmann am Sieg der treuen Kaiserlichen Truppen an der Schlacht bei Santa Luzia teil. Dafür wurde ihm der Orden der Rose verliehen.
1852 erhielt er den Auftrag, eine Entdeckungsfahrt zum Rio São Francisco zu unternehmen. Er reiste über 2000 Kilometer von Pirapora bis zur Küste des Atlantischen Ozeans und erforschte den Fluss samt seinen Nebenarmen. Sein Bericht hat auch heute noch eine hohe Bedeutung. 1866 wurde er abermals Witwer, und er heiratete im darauf folgenden Jahr zum dritten Mal: Maria Luiza da Cunha Pinto Coelho. Aus seinen drei Ehen gingen insgesamt 16 Kinder hervor.
Heinrich Wilhelm Ferdinand Halfeld starb am 22. November 1873 durch eine Kugel, die sich versehentlich beim Reinigen seiner Waffe gelöst hatte. Sein Wirken machte ihn zu einer der wichtigsten historischen Persönlichkeiten der Stadt Juiz de Fora, als deren Gründer er gilt.
Jedes Jahr zu den Festivitäten des Geburtstages der Stadt wird der Orden Mérito Comendador Henrique Guilherme Fernando Halfeld an Personen vergeben, die sich für die Stadt verdient gemacht haben.

## Schriften, Kartenwerke
- Relatorio concernente a exploração do rio de S. Francisco desde a cachoeira de Pirapora até o oceano Atlântico durante os anos de 1852, 1853 e 1854 pelo engenheiro... Typographia Moderna de Georges Bertrand, Rio de Janeiro [1858].
- Atlas e relatorio concernente a exploração do Rio de S. Francisco desde a Cachoeira da Pirapóra até ao Oceano Atlantico. Levantado por Ordem do Governo de S. M. I. O Senhor Dom Pedro II. Eduardo Rensburg, Rio de Janeiro 1860. (Online in der Biblioteca Digital, Portal O Senado). (PDF; 49,18 MB)
- Karte Minas Gerais in: Die brasilianische Provinz Minas Geraes. Originalkarte nach den offiziellen Aufnahmen des Civil-Ingenieurs H. G. F. Halfeld, 1836–1855, unter Benutzung älterer Vermessungen und Karten gezeichnet von Friedrich Wagner. Beschreibender Text von J. J. von Tschudi. Perthes, Gotha 1862. (Ergänzungsheft Nr. 9 zu Petermann's Geographischen Mittheilungen). (Online in der Deutschen Digitalen Bibliothek).